# Wayne Péré
Wayne Péré é um ator americano.

## Biografia
Wayne Péré nasceu em Houma, Luisiana. Depois de terminar o o ensino médio, Péré tinha interesse em se tornar um mergulhador comercial e se mudou para Houston para aprender o profissão. Ele acabou ficando entediado com o trabalho e desistiu. Péré foi estudar na Louisiana State University, onde descobriu atuar "por acidente", enquanto olhava para cursos relacionados à fala. Depois de se formar, ele começou a estrelar vários projetos como Heróis Fora de Órbita, onde conheceu um então desconhecido Sam Rockwell. Ele também participou das séries de televisão Northern Exposure, Ghost Whisperer e Nip/Tuck. Ele foi parte do elenco principal da curta série Dead Last.
Péré continuou a aparecer em outras séries de televisão e fez outras aparições em filmes como The Big Short, Trumbo e Free State of Jones.
Ele também aparece em Marvel's Cloak & Dagger como Peter Scarborough.

## Filmografia
| Ano  | Título                                              | Papel                       | Notas                                                       |
| ---- | --------------------------------------------------- | --------------------------- | ----------------------------------------------------------- |
| 1990 | An American Summer                                  | Rockman                     |                                                             |
| 1991 | Beastmaster 2: Through the Portal of Time           | Punker #2                   |                                                             |
| 1993 | Painted Desert                                      | Cosmo                       |                                                             |
| 1996 | Eye for an Eye                                      | Professor de Francês        |                                                             |
| 1998 | Out of Sight                                        | Philip                      |                                                             |
| 1998 | Soundman                                            | Igby Walters                |                                                             |
| 1999 | The Limey                                           | Pool Hall Creep             |                                                             |
| 1999 | Heróis Fora de Órbita                               | Lathe                       |                                                             |
| 2002 | Full Frontal                                        | Sex Shop Man #2             |                                                             |
| 2002 | Graced                                              | Nicholas                    | Curta-metragem                                              |
| 2003 | Rapid Exchange                                      | Daltry                      | Diretamente em vídeo                                        |
| 2004 | In the Land of Milk and Money                       | Hank Cameraman              |                                                             |
| 2005 | Gratuity                                            | Jack Kendle                 | Curta-metragem                                              |
| 2006 | Extreme Walking                                     | Cleveland Tims              | Também diretor                                              |
| 2007 | Ocean's Thirteen                                    | Cara dos Fogos de Artifício |                                                             |
| 2007 | Perfect Day                                         |                             | Curta-metragem; Produtor e editor                           |
| 2008 | Pillow Talk                                         |                             | Curta-metragem; Produtor e editor                           |
| 2009 | The Informant!                                      | Sheldon Zenner              |                                                             |
| 2009 | Pretty Twisted                                      | Slash / Clarance            | Curta-metragem                                              |
| 2009 | Kink                                                |                             | Curta-metragem; Diretor e roteirista                        |
| 2010 | Mirrors 2                                           | Detetive Piccirilli         | Diretamente em vídeo                                        |
| 2010 | Swishbucklers                                       |                             | Produtor, editor adicional e gerente de produção da unidade |
| 2011 | Seeking Justice                                     |                             |                                                             |
| 2011 | Creature                                            | Bud                         |                                                             |
| 2012 | Lay the Favorite                                    | Scott                       |                                                             |
| 2012 | Bending the Rules                                   | Sargento                    |                                                             |
| 2013 | The Haunting in Connecticut 2: Ghosts of Georgia    | Mestre da Estação - 1858    |                                                             |
| 2013 | Empire State                                        | Williams                    |                                                             |
| 2013 | 12 Years a Slave                                    | Winslow                     | Não-creditado                                               |
| 2013 | Nothing Left to Fear                                | Mason                       |                                                             |
| 2013 | King of Herrings                                    | Leon                        |                                                             |
| 2014 | Kristy                                              | Professor                   |                                                             |
| 2014 | 99 Homes                                            | Advogado de Frank           |                                                             |
| 2014 | Les Maîtres du Suspense                             | Dwayne                      |                                                             |
| 2015 | A Sort of Homecoming                                | Adam                        |                                                             |
| 2015 | Maggie                                              | George Garmen               | Não-creditado                                               |
| 2015 | Quarteto Fantástico                                 | Juiz da Feira de Ciências   |                                                             |
| 2015 | American Ultra                                      | Krantz                      |                                                             |
| 2015 | I Saw the Light                                     | Toby Marshall               |                                                             |
| 2015 | Trumbo                                              | Vizinho ao Lado             |                                                             |
| 2015 | The Big Short                                       | Martin Blaine               |                                                             |
| 2016 | Midnight Special                                    | Agente do FBI da Prisão     |                                                             |
| 2016 | Miracles from Heaven                                | Ben                         |                                                             |
| 2016 | Smothered                                           | Ranger Moochie              |                                                             |
| 2016 | Free State of Jones                                 | Coronel Robert Lowry        |                                                             |
| 2017 | The Case for Christ                                 | Wayne Marlow                |                                                             |
| 2017 | The Beguiled                                        | Capitão                     |                                                             |
| 2017 | Spider-Man: Homecoming                              | Professor de História       |                                                             |
| 2017 | Mark Felt: The Man Who Brought Down the White House | John Ehrlichman             |                                                             |
| 2017 | Shock and Awe                                       | Intelligence Source         |                                                             |
| 2017 | Heart, Baby                                         | Abraham                     |                                                             |
| 2018 | Billionaire Boys Club                               | Baxter                      |                                                             |
| 2018 | Trial by Fire                                       | George Gilbert              |                                                             |
| 2018 | Venom                                               | Dr. Emerson                 |                                                             |
| 2018 | The Stand-In                                        | Delbert Newhouse            |                                                             |
| TBA  | Fonzo                                               | Nordhoff                    |                                                             |

| Ano       | Título                                       | Papel                     | Notas                                                |
| --------- | -------------------------------------------- | ------------------------- | ---------------------------------------------------- |
| 1989      | Alien Nation                                 | Thor                      | Episódio: "Fifteen with Wanda"                       |
| 1989      | Chicken Soup                                 | Estudante                 | Episódio: "Pilot"                                    |
| 1989      | Chicken Soup                                 | John Banks                | Episódio: "Double Date"                              |
| 1990      | Doctor Doctor                                | Waiter                    | Episódio: "Doctors and Other Strangers"              |
| 1990      | Normal Life                                  | Deiter                    | Episódio: "Transition"                               |
| 1990      | The Flash                                    | Rick                      | Episódio: "Pilot"                                    |
| 1990      | WIOU                                         | Expedidor                 | Episódio: "The Inquisition"                          |
| 1990      | The Trials of Rosie O'Neill                  | Tristan                   | Episódio: "Mother Love"                              |
| 1991      | The New Adam-12                              | Rendquist                 | Episódio: "Bad Blood"                                |
| 1993      | Moon Over Miami                              | Eduardo Cortez            | Episódio: "Quiero Vivir"                             |
| 1994      | Phenom                                       | Fotógrafo                 | Episódio: "Angela's Fifteen Minutes"                 |
| 1994      | Winnetka Road                                |                           | Episódio: "The White Zone"                           |
| 1994      | Friends                                      | Max                       | Episódio: "The One with the Monkey"                  |
| 1994-1995 | Northern Exposure                            | Prof. Bob Pickering       | 2 episódios                                          |
| 1995      | Lois & Clark: The New Adventures of Superman | Rolf                      | Episódio: "Top Copy"                                 |
| 1995      | ER                                           | Eric Favre                | Episódio: "Sleepless in Chicago"                     |
| 1995      | The Watcher                                  | Franco                    | Episódio: "Passion Plays"                            |
| 1995      | Courthouse                                   | Alec Robinson             | Episódio: "Mitigating Circumstances"                 |
| 1995      | Murder, She Wrote                            | Jimmy Neiman              | Episódio: "Nailed"                                   |
| 1995      | Fallen Angels                                | Ziag                      | Episódio: "The Professional Man"                     |
| 1995-1997 | Walker, Texas Ranger                         | Victor LaRue              | 3 episódios                                          |
| 1996      | Dark Angel                                   |                           | Filme para TV                                        |
| 1996      | Diagnosis: Murder                            | Ray Dinino                | Episódio: "Murder Can Be Contagious"                 |
| 1996      | The Burning Zone                             |                           | Episódio: "Lethal Injection"                         |
| 1996      | Alien Nation: The Enemy Within               | Terry Firma               | Filme para TV                                        |
| 1997      | Orleans                                      | Stevovich                 | Episódio: "Why Did the Crawfish Cross the Road?"     |
| 1997      | The Gregory Hines Show                       | Noel Mazzu                | Episódio: "Pilot"                                    |
| 1997      | Pensacola: Wings of Gold                     |                           | Episódio: "Birds of Prey"                            |
| 1997      | Tracey Takes On...                           | Geraldo                   | Episódio: "Sex"                                      |
| 1997      | Total Security                               | Stanley Cahill            | Episódio: "Citizen Canine"                           |
| 1997      | Walker, Texas Ranger                         | Cuadroza                  | 2 episódios                                          |
| 1997      | Star Trek: Voyager                           | Guill                     | Episódio: "Random Thoughts"                          |
| 1998      | Profiler                                     | Jimmy Coniglio            | Episódio: "Every Five Minutes"                       |
| 1998      | 3rd Rock from the Sun                        | Jonesy                    | Episódio: "The Physics of Being Dick"                |
| 1998      | That '70s Show                               | Randy                     | Episódio: "That's 70's Pilot"                        |
| 1998      | V.I.P.                                       | Arnie Feign               | Episódio: "What to Do with Vallery When You're Dead" |
| 1998      | Brimstone                                    | Rabbi Samuel Weisburg     | Episódio: "Ashes"                                    |
| 1998      | Spy Game                                     | Bob                       | Episódio: "Necessity Is the Mother of Infection"     |
| 1999      | Oh Baby                                      | Escavador                 | Episódio: "Dreams"                                   |
| 1999      | Martial Law                                  | Eddie                     | Episódio: "Breakout"                                 |
| 1999      | Tracey Takes On...                           | Maníaco                   | Episódio: "Road Rage"                                |
| 1999      | Pirates of Silicon Valley                    | Capitão Crunch            | Filme para TV                                        |
| 1999      | Grown Ups                                    | Jean                      | Episódio: "Truth Be Told"                            |
| 1999      | Dawson's Creek                               | Cara de Barco             | Episódio: "Escape from Witch Island"                 |
| 1999-2001 | Any Day Now                                  | Christopher Palmer        | 2 episódios                                          |
| 2000      | Running Mates                                | Aide Larry                | Filme para TV                                        |
| 2001      | NYPD Blue                                    | Rob Liquori               | 2 episódios                                          |
| 2001      | Dead Last                                    | Dennis Budny              | Elenco principal                                     |
| 2002      | CSI: Crime Scene Investigation               | Pintor                    | Episódio: "The Execution of Catherine Willows"       |
| 2002      | The Practice                                 | Mitchell Orbis            | 2 episódios                                          |
| 2003      | The Division                                 |                           | Episódio: "Baby It's Cold Outside"                   |
| 2004      | Las Vegas                                    | Larry Phelan              | Episódio: "Catch of the Day"                         |
| 2005      | Eyes                                         | Travis Dean               | Episódio: "Whereabouts"                              |
| 2005      | Blind Justice                                | Todd Moncrief             | Episódio: "In Your Face"                             |
| 2005      | Numb3rs                                      | Herbert Quilty            | Episódio: "Convergence"                              |
| 2006      | NCIS                                         | Stanley Springer          | Episódio: "Escaped"                                  |
| 2006      | Ghost Whisperer                              | Dr. Epstein               | 2 episódios                                          |
| 2007      | Standoff                                     | Neal Polniaczek           | Episódio: "Backfire"                                 |
| 2007      | Ghost Whisperer                              | Dr. Jay Hayes             | Episódio: "The Underneath"                           |
| 2009      | Life (telessérie)                            | Red Pesca                 | Episódio: "I Heart Mom"                              |
| 2010      | Nip/Tuck                                     | Dan Daly                  | Episódio: "Dan Daly"                                 |
| 2010      | Mandrake                                     | Lin                       | Filme para TV                                        |
| 2012      | Treme                                        | Dr. Whaley                | Episódio: "Careless Love"                            |
| 2013      | Banshee                                      | Senador Robert Schumacher | 2 episódios                                          |
| 2013      | Bonnie & Clyde                               | Doyle Johnson             | Minissérie                                           |
| 2014      | American Horror Story                        | Mr. Kingery               | Episódio: "The Seven Wonders"                        |
| 2014      | Drop Dead Diva                               | Parole Comissioner        | 2 episódios                                          |
| 2014      | Satisfaction                                 | Lionel Elkort             | Episódio: "Pilot"                                    |
| 2015      | Zoo                                          | Lawrence Fremer           | Episódio: "First Blood"                              |
| 2015      | South of Hell                                | Tory Culland              | 3 episódios                                          |
| 2015      | The Magicians                                | Professor Van Der Weghe   | Episódio: "Unauthorized Magic"                       |
| 2016      | Game of Silence                              | Frank Cox                 | Episódio: "Pilot"                                    |
| 2016      | Underground                                  | Reverendo Willowset       | 4 episódios                                          |
| 2016      | Roots                                        | Benjamin Murray           | Minissérie                                           |
| 2016      | Halt and Catch Fire                          | Aaron                     | 3 episódios                                          |
| 2017      | Queen Sugar                                  | Timothy North             | Episódio: "Freedom's Plow"                           |
| 2018      | Marvel's Cloak & Dagger                      | Peter Scarborough         | Recorrente                                           |
| 2020      | Westworld                                    | Therapist                 | Episódio: "Parce Domine"                             |

| Ano  | Título                                             | Papel                                      |
| ---- | -------------------------------------------------- | ------------------------------------------ |
| 2004 | The Chronicles of Riddick: Escape from Butcher Bay | Binks / Abe / Moesgaard / Mosely / Padilla |
| 2004 | Men of Valor                                       | White Marine 3                             |
| 2009 | The Chronicles of Riddick: Assault on Dark Athena  | Binks / Abe / Moesgaard / Mosely / Padilla |